# There She Goes
There She Goes – piosenka napisana przez piosenkarza i gitarzystę Lee Maversa. Pierwszy raz została nagrana przez zespół The La’s.
Budowa piosenki jest bardzo prosta – składa się z prostego refrenu powtarzanego cztery razy oraz z przejścia.
Wiele artystów stworzyło covery tej piosenki. Byli to m.in.: Sixpence None the Richer, Robbie Williams, The Wombats i The Boo Radleys. Posłużyła ona również za soundtrack w kilku filmach, m.in. Nie wierzcie bliźniaczkom (The Parent Trap), Fever Pitch i Poślubiłem morderczynię (So I Married an Axe Murderer).